# 山田重継
山田 重継（やまだ しげつぐ、建久2年（1191年） - 承久3年6月25日（1221年7月16日））は、鎌倉時代初期の武士。

## 来歴
山田重忠の長男。母は源行家女とも伝わる。子に兼継、重親、蓮仁らがある。仮名は孫二郎。尾張国南山城主。伊豆守。
重忠の嫡男として尾張国山田郡内（現在の愛知県瀬戸市内）に南山城を築き居城したとされ「伊豆御曹司」と称されたが、承久3年（1221年）の承久の乱で長子・兼継を従え父と共に後鳥羽上皇方に参じ奮戦するも敗北し、幕府方に捕縛され殺害された。